# Jack Irish: Bad Debts
Jack Irish: Bad Debts, es una película dramática australiana hecha para la televisión transmitida el 14 de octubre del 2012 por medio de la ABC1. Es la primera película adaptada del escritor australiano Peter Temple basada en la novela "Bad Debts".
Forma parte de la serie de películas y series de Jack Irish estrenadas desde el 14 de octubre de 2012.

## Historia
La serie se centra en el exitoso y elegante abogado Jack Irish, sin embargo las cosas salen mal cuando su amada esposa, Isabel Irish es asesinada por un cliente descontento.
Años después Jack, ha dejado a un lado su vida y profesión, y se ha vuelto un hombre desaliñado, bebedor y apostador. Jack se pasa la mayor parte de su tiempo trabajando para un apostador y tomando en el pub "Prince of Prussia", junto a un grupo de ancianos obsesionados con el club de fútbol de Fitzroy.
Sin embargo su vida cambia cuando recibe un mensaje de Danny McKillop, un ex-cliente Jack, aunque al inicio no sospecha nada cuando Danny aparece muerto, Jack tiene que tomar un doloroso camino oscuro y peligroso de vuelta al pasado.

## Personajes

### Personajes principales
| Actor             | Personaje          | Ocupación                      |
| ----------------- | ------------------ | ------------------------------ |
| Guy Pearce        | Jack Irish         | Abogado / Investigador Privado |
| Aaron Pedersen    | Cam Delroy         | -                              |
| Roy Billing       | Harry Strang       | Entrenador de Caballos         |
| Damien Richardson | Drew Greer         | -                              |
| Shane Jacobson    | Det. Barry Tregear | Detective                      |
| Marta Dusseldorp  | Linda Hillier      | Reportera Local                |
| Vadim Glowna      | Charlie Taub       | -                              |
| Steve Bisley      | Kevin Pixley       | -                              |
| Colin Friels      | Garth Bruce        | -                              |
| Nicholas Bell     | Martin Scullin     | -                              |
| Emma Booth        | Isabel Irish       | -                              |
| Marshall Napier   | Gorman             | Padre                          |
| Rhys Muldoon      | Rod Pringle        | -                              |
| Tottie Goldsmith  | Jackie Pixley      | -                              |
| Colin Hay         | Tony Baker         | -                              |

### Personajes secundarios
| Actor             | Personaje             | Ocupación          |
| ----------------- | --------------------- | ------------------ |
| Fletcher Humphrys | Wayne Waylon Milovich | -                  |
| Terry Norris      | Eric Tanner           | -                  |
| Damien Garvey     | Stan                  | -                  |
| John Flaus        | Wilbur                | -                  |
| Ronald Falk       | Norm                  | -                  |
| Michael Carman    | Eddie Dollery         | -                  |
| Simon Russell     | Danny McKillop        | -                  |
| Anthony Hayes     | Vin McKillop          | -                  |
| Des Fleming       | Patrick Donnelly      | -                  |
| Andy McPhee       | Joe Kwitny            | -                  |
| Denis Moore       | Lance Pittman         | -                  |
| Sarah Roberts     | Lorna                 | -                  |
| Drew Tingwell     | Ronald Bishop         | -                  |
| Tom Green         | Francis               | -                  |
| Alicia Gardiner   | Sue McKillop          | -                  |
| Hannah Formosa    | Kirsty McKillop       | -                  |
| Debra Lawrance    | -                     | Secretaria de Jack |
| Kasia Kaczmarek   | Nancy Farmer          | -                  |
| Heather Mitchell  | Mrs. Vane             | -                  |
| Judi Farr         | Mrs. Bishop           | -                  |

## Premios y nominaciones
| Año  | Categoría                                | Premio             | Nominado              | Resultado |
| ---- | ---------------------------------------- | ------------------ | --------------------- | --------- |
| 2013 | Most Outstanding Actor                   | Silver Logie Award | Guy Pearce            | Nominado  |
| 2013 | Most Outstanding Miniseries or Telemovie | Silver Logie Award | Jack Irish: Bad Debts | Nominado  |
| 2013 | Best Direction in Television             | AACTA Award        | Jeffrey Walker        | Ganó      |

## Producción
La película fue dirigida por Jeffrey Walker, con el apoyo de los guionistas Andrew Knight y el escritor Peter Temple. 
La película contó con la participación del productor Ian Collie y los productores ejecutivos Andrew Knight, Christopher Gist y Carole Sklan. 
La música estuvo bajo el cargo de Harry James Angus, mientras que la cinematografía en manos de Martin McGrath.
La película fue filmada en Melbourne, Victoria; en Brunswick Place, Fitzroy, (para las escenas de la casa de Jack) y el Napier Hotel, Napier Place, Fitzroy (para el pub "Prince of Prussia"), todas en Australia. 
Antes de estrenarse en la televisión, la película fue proyectada el 3 de agosto del 2012 durante el "Melbourne International Film Festival", en Australia.
La película obtuvo 0.950 millones de televidentes.

### Emisión en otros países
| País         | Título                        | Cadenas/Línea | Fecha de Inicio           | Fecha de Finalización |
| ------------ | ----------------------------- | ------------- | ------------------------- | --------------------- |
| Japón        | -                             | -             | 2 de mayo de 2015 (DVD)   | -                     |
| Países Bajos | -                             | -             | 11 de marzo de 2014 (DVD) | -                     |
| Polonia      | Jack Irish: Duchy przeszlosci | -             | -                         | -                     |
| Suecia       | -                             | -             | 11 de octubre de 2013     | -                     |